# Soufiane Touzani
Soufiane Touzani (Rotterdam, 27 ottobre 1986) è un giocoliere ed ex giocatore di calcio a 5 olandese.
Di origine marocchina, il suo pseudonimo nel mondo del freestyle è 2Zani.  

## Biografia
Nasce e cresce a Rotterdam dove fin da piccolo viene a contatto con il mondo del freestyle. Inizia a praticare i suoi primi trick all'età di 10 anni ispirandosi ad altri freestyler e al suo calciatore preferito, Edgar Davids.
Si fa conoscere attraverso i maggiori social network, come YouTube, postando dei suoi video amatoriali in cui palleggia e mostra dei nuovi trick: tra questi il più famoso è il "Touzani Around The World" (TATW) che combina la mossa del "Crossover" con quella del "Around The World". Durante gli anni si afferma a tal punto da diventare un modello da seguire per chi inizia a praticare questo "sport".
La sua fama di freestyler lo porta ad esibirsi insieme ad altri freestyler nelle maggiori città del mondo. I suoi show sono caratterizzati da una parte in cui mostra il suo repertorio di trick e una in cui affronta in una sfida di dribbling alcuni volontari del pubblico.
Il successo che ottiene con questo tour gli consente di diventare uno dei protagonisti dei videogame FIFA Street e FIFA Street 2 e di partecipare come palleggiatore insieme ad un altro freestyler, Abbas Farid, alla presentazione di Ronaldinho tenutasi allo stadio di San Siro il 17 luglio 2008 quando l'asso brasiliano fu acquistato dal Milan.